# Bouin (Deux-Sèvres)
 Bouin  es una población y comuna francesa, situada en la región de Poitou-Charentes, departamento de Deux-Sèvres, en el distrito de Niort y cantón de Chef-Boutonne.

## Demografía
| 183 | 185 | 158 | 135 | 126 | 122 |
| Para los censos de 1962 a 1999 la población legal corresponde a la población sin duplicidades (Fuente: INSEE [Consultar]) |     |     |     |     |     |